# Бен-Авраам, Цви
Цви Бен-Авраам (англ. Ben-Avraham, Zvi; род. 16 ноября 1941, Иерусалим) — израильский учёный-геолог и геофизик, исследователь геологии Средиземного, Красного и Мёртвого морей. Профессор, иностранный член РАН (2019).

## Биография
Родился 16 ноября 1941 года в городе Иерусалиме, Британская подмандатная Палестина. Его родители приехали в Палестину из Польши в 1930-х годах.
Учился в школах в кибуце Рамат-Рахель и в Иерусалиме.
Служил в израильской армии десантником и офицером в артиллерийском корпусе.
Алексей Георгиевич Кротов описывает его так:

Он был небольшого роста, весь в веснушках с рыжей копной волос и большими рыжими усами. Как потом выяснилось, он участвовал в войне между Израилем и Египтом, был ранен и контужен. Поэтому немного прихрамывал на одну ногу. По специальности он был геофизик, а также был профессором двух университетов — Тель-Авивского и Кейптаунского. Вообще, он был известным специалистом в мировой геологической среде.
Как мы поняли из разговоров его соратников по рейсу, родители Цви, в свое время, жили в России и, вероятно, какое-то время в СССР. Но, когда и куда они уехали до того, как перебрались в Израиль, сие никто не ведал. Возможно, такая любовь к русским мелодиям у него от родителей. Как оказалось, Окуджаву знали большинство иностранцев, а Цви был у него на концерте в Париже.

### Образование
В 1966—1969 годах учился на геологическом факультете Еврейского университета в Иерусалиме.
В 1973 году защитил диссертацию по геофизике в Массачусетском технологическом институте (Woods Hole Oceanographic Institution).

### Научная работа
Занимается исследованиями в области морской геологии, геофизики и геодинамики. Изучает дно морей и озёр, тектонические процессы и океанографию в Израиле и Иордании.
Цви Бен-Авраам — единственный учёный, опустившийся на дно Мёртвого моря на подводной лодке, на 300 метров в районе геологического разлома (1999)
В 2015 году исследовал подводную археологию у Сицилии.
Работал в различных научных институтах:
- Отдел геофизических, атмосферных и планетарных наук, Тель-Авивский университет.
- Отдел геологических наук, Университет Кейптауна.
- Кафедра геофизики, Стэнфордский университет.
- Отдел прикладной математики, Институт Вейцмана.
- Департамент морской геологии, Израильские океанографические и лимнологические исследования.

## Награды и премии
- 1976 — Премия Грейдера от Израильского Геологического Общества
- 1985 — Награда Фрейнда от Геологического общества Израиля
- 2003 — Премия Израиля, Науки о Земле[6].
- 2004 — Премия Гумбольдта за научные исследования.

## Членство в организациях
- 1981 — Геологическое общество Америки
- 1996 — Европейская академия
- 1999 — Американский геофизический союз
- 2000 — Академия наук Гейдельберга
- 2000 — Национальная академия наук Израиля
- 2019 — Иностранный член РАН (c 15.11.2019), Отделение наук о Земле РАН (геология, геофизика)
- 2021 — Национальная академия наук Грузии (иностранный член)